# Nagroda Szwedzkiego Radia za Opowiadanie
Nagroda Szwedzkiego Radia za Opowiadanie (Sveriges Radios Novellpris) – szwedzka nagroda literacka przyznawana co roku przez Szwedzkie Radio. Została ufundowana w 2002 roku, a jej kwota w 2018 roku wynosiła 30 000 szwedzkich koron. Listę pięciu nominowanych przedstawia redakcja kulturalna Szwedzkiego Radia, a wyboru laureata dokonują w głosowaniu czytelnicy.

## Laureaci

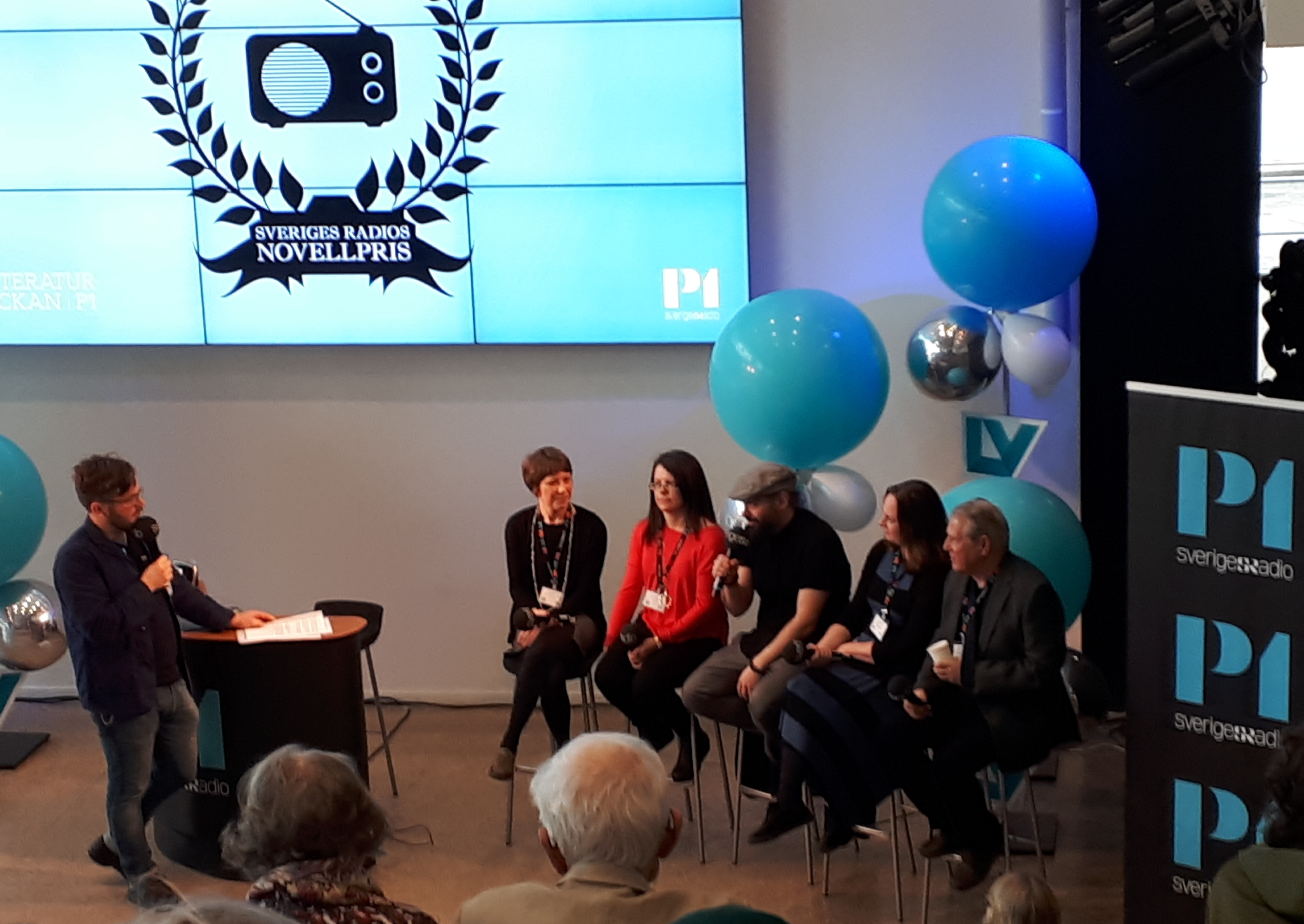
Nominowani do nagrody w 2018 roku

- 2002 – Bengt af Klintberg za opowiadanie Rebecka och tigern
- 2003 – Erik Wijk(inne języki) za opowiadanie Vid staketet
- 2004 – Torgny Lindgren za opowiadanie Huset
- 2005 – Klas Östergren za opowiadanie En kniv i ryggen: Om påhittad otrohet
- 2006 – Håkan Nesser za opowiadanie Förrättningen
- 2007 – Margareta Strömstedt(inne języki) za opowiadanie Natten innan de hängde Ruth Ellis
- 2008 – Jonas Hassen Khemiri za opowiadanie Oändrat oändlig
- 2009 – Petra Revenue(inne języki) za opowiadanie Den bästa utsikten
- 2010 – Bob Hansson(inne języki) za opowiadanie Till mamma
- 2011 – Beate Grimsrud(inne języki) za opowiadanie Matilda
- 2012 – Arkan Asaad(inne języki) za opowiadanie Gift mot sin vilja
- 2013 – Stina Stoor(inne języki) za opowiadanie Gåvan
- 2014 – Khashayar Naderehvandi(inne języki) za opowiadanie Förhöret
- 2015 – Johanna Nilsson(inne języki) za opowiadanie 84 kilo nåd
- 2016 – Olivia Bergdahl(inne języki) za opowiadanie Hjälten Josef Schultz på fotografiet
- 2017 – Lina Ekdahl(inne języki) za opowiadanie Rent bord
- 2018 – Nicolas Kolovos(inne języki) za opowiadanie Underverket
- 2019 – Annika Norlin(inne języki) za Mattan[3]
- 2020 – Khaled Alesmael(inne języki) za En tygväska med damaskustryck[4]